# Henrick Taije
Henrick Taije (ca 1430 - 5 augustus 1508) was een leenman van de hertog van Brabant van onbekende herkomst.
Taije huwde vóór 1499 met Josina de Mol, weduwe van Wessel van Boetzelaer. Nadat zijn stiefzoon Rutger van Boetzelaer afstand had gedaan van de heerlijkheid Deurne, werd Henrick de nieuwe heer van deze Brabantse heerlijkheid. In 1505 was hij de eerste in de historie van de heerlijkheid die de hoge jurisdictie in één hand verenigde met die van de bestaande heerlijke rechten.
Taije werd na zijn dood opgevolgd door zijn zoon Jan.